# Johannes von Meppen
Johannes von Meppen (* im 15. Jahrhundert; † 1510) war Titularbischof in Laodicea und Weihbischof in Münster.

## Leben
Johannes von Meppen wird in der Literatur oft mit dem Weihbischof Johannes Wennecker der Ältere († 1469 oder 1472) verwechselt, der den Beinamen Johannes von Meppen d. Ä. führte.
Er selbst soll den Beinamen Vencker getragen haben. Dabei lässt sich nicht klären, ob es sich um eine Verwechselung gehandelt oder ob eine Verwandtschaft zwischen beiden Bischöfen bestanden hat. Möglicherweise stammt er aus der Osnabrücker Patrizierfamilie von Meppen, die an der Stiftung des Kollegiatstifts Beckum maßgeblichen Anteil gehabt hat.
Johannes trat in das Kloster der Augustiner-Eremiten in Osnabrück ein und war hier zeitweise der Prior. Am 10. Februar 1477 wurde er in der deutschen Nationalkirche St. Maria dell' Anima in Rom zum Titularbischof von Laodicea geweiht und zum Weihbischof in Osnabrück bestimmt, wo Konrad von Rietberg als Bischof regierte. Nach dessen Übernahme des Bistums Münster war Johannes auch in dieser Diözese tätig.

## Weihehandlungen
- 1484 – Weihe der Kapelle mit Friedhof auf dem Getrudenberg bei Osnabrück
- 1495 – Weihe der Burgkapelle der Burg Vischering